# Adriel Ba Loua
Adriel D'Avila Ba Loua (* 25. července 1996 Yopougon) je profesionální fotbalista z Pobřeží slonoviny, který hraje na pozici křídelníka či útočníka v  klubu Stade Malherbe Caen.

## Klubová kariéra

### Mimosas
Ba Loua zahájil svou kariéru v klubu ASEC Mimosas ve městě Abidžan v Pobřeží slonoviny - v klubu, kterým dříve prošli hráči jako Salomon Kalou, Yaya Touré či Gervinho. Ba Loua se k akademii klubu připojil ve věku 11 let a v týmu A-týmu debutoval jako 16letý. V klubu odehrál dvě sezóny.

#### Lille OSC (hostování)
V létě roku 2015 odešel do francouzského velkoklubu Lille OSC na základě ročního hostování. Do klubu jej přišel spolu s příchodem Hervého Renarda, bývalého trenéra reprezentace Pobřeží slonoviny. Ten byl však po třinácti zápasech na lavičce francouzského klubu vyhozen a nový trenér Frédéric Antonetti neviděl v Ba Louovi takový potenciál.

#### Vejle Boldklub (hostování)
Dne 19. července 2016 odešel Ba Loua na roční hostování do dánského Vejle Boldklub. Ofenzivní hráč byl jednou z mnoha posil v tradičním klubu, který v létě koupil moldavský podnikatel Andrei Zolotko. Ba Loua odehrál všechny zápasy v první polovině první sezóny v klubu a byl jedním ze stavebních kamenů klubu. Po zimní přestávce ztratil pevné místo v základní sestavě, ale nastupoval hlavně z lavičky a vynechal pouze tři zápasy. Po dvou sezónách opustil klub.

#### MFK Karviná
Ofenzivní záložník do Karviné přišel v roce 2018 na roční hostování s opcí, které se v následujícím roce změnilo v přestup za částku okolo 130 tisíc euro. Poprvé se v dresu Karviné Ba Loua představil v domácím utkání proti Slovácku, ve kterém se také gólově prosadil. Ba Loua se po tomto přidal v sezóně pouze jednu další branku, a to do sítě Viktorie Plzeň. Na začátku května 2019 získal Ba Loua ocenění Přihraj:Král asistencí pro hráče, který v minulých pěti ligových kolech získal nejvyšší počet gólových nahrávek. Celkově pak ve své první sezoně zaznamenal dva ligové góly a pět asistencí.
Ve své druhé sezóně v klubu mu patřilo s deseti gólovými přihrávkami druhé místo v tabulce asistencí za slávistou Nicolaem Stanciuem. V červnu 2020 obdržel již své druhé ocenění Přihraj:Král asistencí. V dresu Karviné v české nejvyšší soutěži odehrál Ba Loua 52 zápasů a vstřelil tři branky.

### Viktoria Plzeň
Dne 29. července 2020 oznámila Viktoria Plzeň příchod křídelníka z Pobřeží slonoviny, který v klubu podepsal smlouvu na tři roky. Po dvou ligových brankách, v prvním kole proti Opavě (3:1) a proti Bohemians 1905 (4:1), se trefil i ve 3. předkole Evropské ligy do sítě dánského SønderjyskE (3:0).

## Statistiky
K 10. dubnu 2021
| Klub                   | Sezóna  | Liga         | Liga   | Liga | Pohár  | Pohár | Evropské poháry | Evropské poháry | Celkem | Celkem |
| Klub                   | Sezóna  | Liga         | Zápasy | Góly | Zápasy | Góly  | Zápasy          | Góly            | Zápasy | Góly   |
| ---------------------- | ------- | ------------ | ------ | ---- | ------ | ----- | --------------- | --------------- | ------ | ------ |
| Vejle Boldklub (host.) | 2016/17 | 1. Division  | 30     | 4    | 1      | 0     | —               | —               | 31     | 4      |
| Vejle Boldklub (host.) | 2017/18 | 1. Division  | 22     | 2    | 2      | 0     | —               | —               | 24     | 2      |
| Vejle Boldklub (host.) | Celkem  | Celkem       | 52     | 6    | 3      | 0     | —               | —               | 55     | 6      |
| MFK Karviná            | 2018/19 | Fortuna:Liga | 27     | 2    | 3      | 1     | —               | —               | 30     | 3      |
| MFK Karviná            | 2019/20 | Fortuna:Liga | 27     | 1    | 0      | 0     | —               | —               | 27     | 1      |
| MFK Karviná            | Celkem  | Celkem       | 54     | 3    | 3      | 1     | —               | —               | 57     | 4      |
| Viktoria Plzeň         | 2020/21 | Fortuna:Liga | 22     | 3    | 3      | 0     | 3               | 1               | 28     | 4      |
| Celkem                 | Celkem  | Celkem       | 128    | 12   | 9      | 1     | 3               | 1               | 140    | 14     |

## Ocenění

### Individuální
- Přihraj:Král asistencí: 26.-30. kolo 2018/19,[1] 21.-25. kolo 2019/20[4]